# Abdelouahid Belgherbi
Abdelouahid Belgherbi (en arabe : عبد الواحد بلغربي) est un footballeur algérien né le 3 février 1990 à Tlemcen. Il évolue au poste d'avant centre au WA Tlemcen.

## Biographie
Il évolue en première division algérienne avec les clubs de la JSM Béjaïa et de la JS Kabylie. Il dispute actuellement 48 matchs en inscrivant 12 buts en Ligue 1.
En décembre 2018, Belgherbi s'engage en faveur de la JS Kabylie.
Il dispute la Ligue des champions de la CAF saison 2019-20 avec la JSK. Il joue cinq matchs dans cette compétition.